# Francisco Galofré
Francisco Galofré Oller (Valls, 13 de julio de 1864-Barcelona, 8 de enero de 1942) fue un pintor español.

## Biografía
Llevado a Barcelona desde pequeño, asistió a la Academia Borrell y más tarde a la Escuela de Bellas Artes, con Antonio Caba. Amplía sus estudios en la Escuela de la Real Academia de Bellas Artes de San Fernando en Madrid. Desde 1888 participó en las exposiciones de Madrid, donde fue galardonado con varias menciones honoríficas y medallas de segunda y tercera clase y las de Barcelona en la exposición Universal con mención honorífica. Su taller estaba situado en la calle Ancha sobre el local de la sociedad Lo Niu guerrer, siendo un estudio de pequeñas dimensiones iluminado por una única claraboya. Amigo de los pintores Cayo Zunzarren y Remigio Cid Armengol así como del escultor Enric Clarasó, fue también el padre del pintor Francisco Galofré Suris.

## Obras

Taller de Galofré Oller, 15 de abril de 1906

Principalmente pintó grandes composiciones sobre temas históricos y religiosos como La glorificación de la Virgen, integrada por varias grandes telas, para el camarín del Santuario de la Bonanova; Jesús en el templo, Alfonso XIII en Montserrat, La bandera de El Bruch y La Paz universal. Para el Salón de San Jorge del palacio de la Generalidad, se pintó la otra enorme escena: Recibimiento de Colón por los Reyes Católicos, realizada en conjunto con su hijo, Galofre i Suris.
Su obra más importante y conocida es Boria abajo, una representación de un castigo por azotes en el siglo XVII, que se encuentra expuesta en el Museo de Valls. Esta obra la terminó tras dos años de trabajo para la Exposición Nacional de Bellas Artes de 1892 en Madrid. También pintó cuadros de género y de retratos, como Un modelo, conservado en la Biblioteca Museo Víctor Balaguer (Villanueva y Geltrú) o muchos de los que se encuentran en la Galería de Vallenses Ilustres de la Sala de plenos del Ayuntamiento de Valls. Es asimismo el autor del retrato de Pedro Virgili que forma parte de la Galería de Catalanes Ilustres (1892). Durante muchos años ejerció de crítico artístico en el periódico barcelonés Las Noticias.

### Pinturas notables

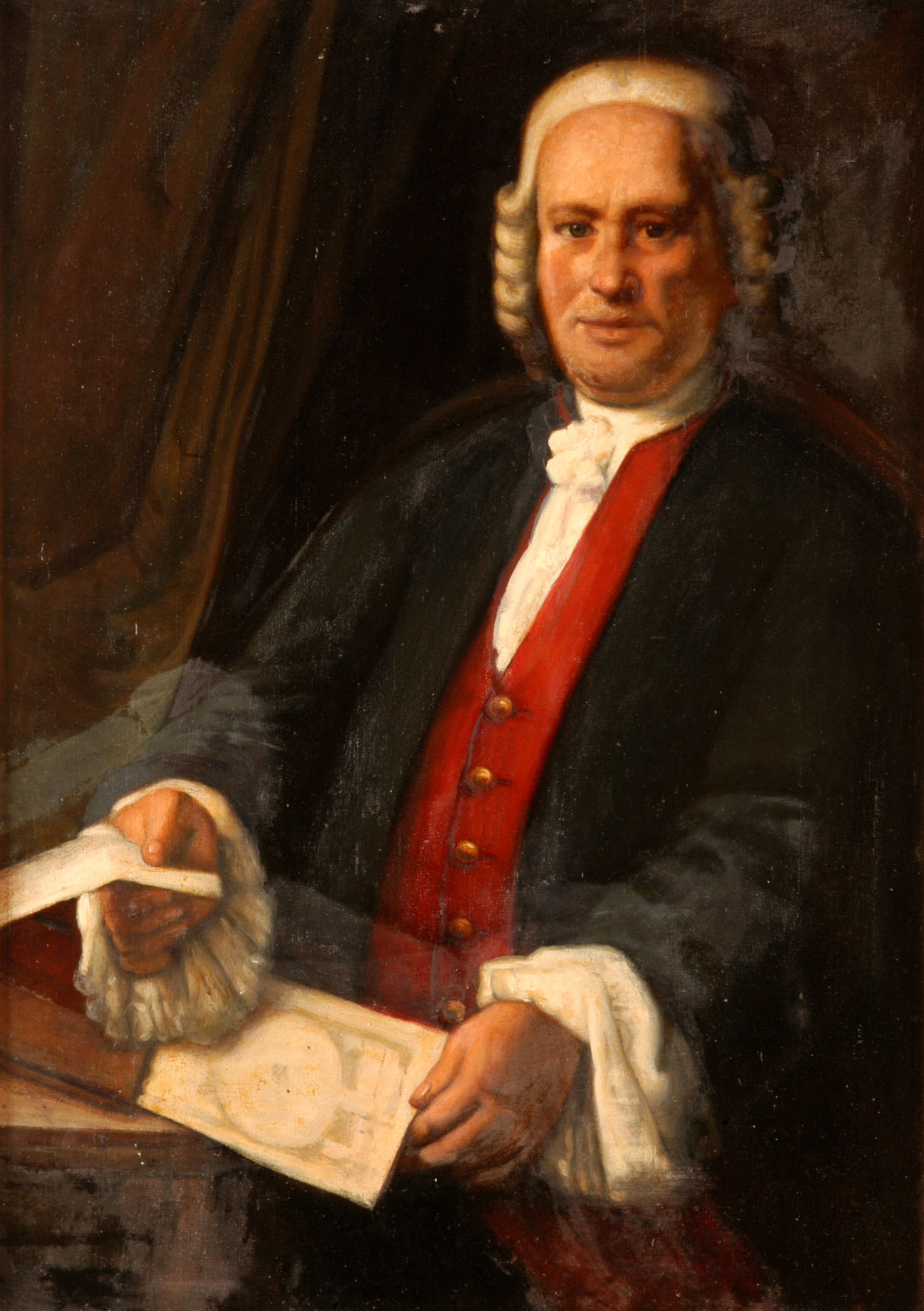
Retrato de Pedro Virgili
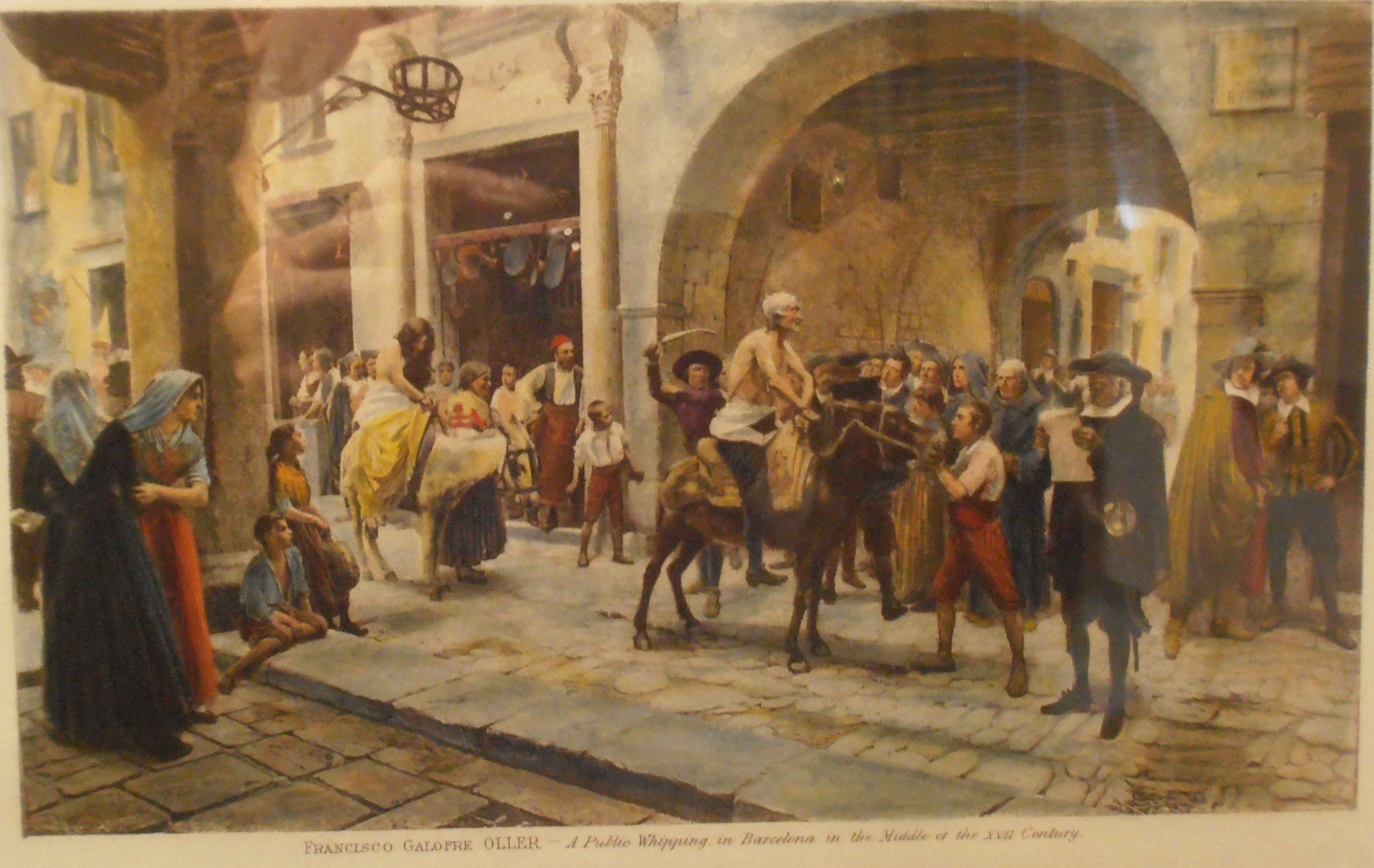
Boria abajo (1892)
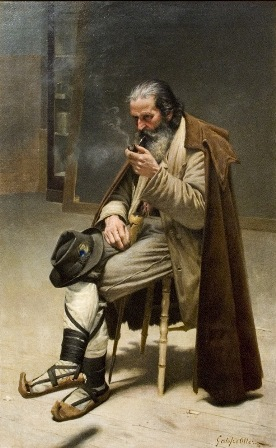
Un modelo (1894)